# تپه قلای داش‌کسان
تپه قلای داش کسان مربوط به هزاره اول قبل از میلاد است و در شمال شرقی بوکان واقع شده و این اثر در تاریخ ۱۶ دی ۱۳۴۵ با شمارهٔ ثبت ۶۰۱ به‌عنوان یکی از آثار ملی ایران به ثبت رسیده است.